# حليس
قرية حليس هي إحدى القرى التابعة لمركز كفر الشيخ في محافظة كفر الشيخ في جمهورية مصر العربية. حسب إحصاءات سنة 2006، بلغ إجمالي السكان في حليس 1904 نسمة، منهم 961 رجل و943 امرأة.

## التاريخ
قرية حليس من القرى القديمة، حيث وردت باسم «شبرا سرينة» في أعمال الغربية ضمن قرى الروك الصلاحي التي أحصاها ابن مماتي في كتاب قوانين الدواوين، كما وردت باسم «شبرى سرينة» في أعمال الغربية ضمن قرى الروك الناصري التي أحصاها ابن الجيعان في كتاب «التحفة السنية بأسماء البلاد المصرية». وفي العصر العثماني وردت باسم «شبرى سرينة» في التربيع العثماني الذي أجراه الوالي العثماني سليمان باشا الخادم في عصر السلطان العثماني سليمان القانوني ضمن قرى ولاية الغربية، وفي تاريخ 1228هـ/1813م الذي عدّ قرى مصر بعد المسح الذي قام به محمد علي باشا باسم «شبرا سرينة» وهي «حليس» ضمن قرى مديرية الغربية. في سنة 1259هـ/1843م، استقر الاسم على «حليس».